# Premio Capitale verde europea
Il premio Capitale verde europea è assegnato con cadenza annuale dalla Commissione europea a una città europea che si è data ed è riuscita a realizzare ambiziosi obiettivi nei temi della salvaguardia ambientale e dello sviluppo economico sostenibile.
Il premio è stato ideato nel 2006 durante un incontro dell'Unione europea a Tallinn, in Estonia, dall'allora sindaco di Tallinn Jüri Ratas e da un gruppo di 15 città europee, che hanno siglato insieme un memorandum per l'istituzione del premio.

## Criteri
Può essere capitale verde europea una città che conti almeno 100.000 abitanti di uno Stato membro dell'Unione europea, di uno Stato candidato all'ingresso nell'UE, oppure di Norvegia, Svizzera, Liechtenstein e Islanda.
La città candidata deve dimostrare:
- Capacità di raggiungere obiettivi notevoli in fatto di tutela ambientale;
- Si impegna a raggiungere obiettivi permanenti e ambiziosi per migliorare l'ambiente e incentivare lo sviluppo sostenibile;
- Può fungere da modello per altre città che vogliano intraprendere buone pratiche ambientali.

Le città candidate vengono valutate sulla base di dodici indicatori: attenuazione e adattamento ai cambiamenti climatici, mobilità urbana sostenibile, gestione sostenibile del suolo, natura e biodiversità, qualità dell'aria, inquinamento acustico, gestione dei rifiuti, gestione delle acque, crescita verde e innovazione tecnologica sostenibile, prestazioni energetiche e governance

## Cronologia delle città vincitrici
Di seguito le città vincitrici del premio dalla sua istituzione, nel 2010:
- 2010:  Stoccolma
- 2011:  Amburgo
- 2012:  Vitoria-Gasteiz
- 2013:  Nantes
- 2014:  Copenaghen
- 2015:  Bristol
- 2016:  Lubiana
- 2017:  Essen
- 2018:  Nimega
- 2019:  Oslo
- 2020:  Lisbona
- 2021:  Lahti
- 2022:  Grenoble
- 2023:  Tallinn
- 2024:  Valencia
- 2025:  Vilnius
- 2026:  Guimarães

### Statistiche sulle città e i Paesi Vincitori
- Germania (2) - Amburgo (2011), Essen (2017)
- Spagna (2) - Vitoria-Gasteiz (2012), Valencia (2024)
- Francia (2) - Nantes (2013), Grenoble (2022)
- Portogallo (2) - Lisbona (2020), Guimarães (2026)
- Svezia (1) - Stoccolma (2010)
- Danimarca (1) - Copenaghen (2014)
- Regno Unito (1) - Bristol (2015)
- Slovenia (1) - Lubiana (2016)
- Paesi Bassi (1) - Nimega (2018)
- Norvegia (1) - Oslo (2019)
- Finlandia (1) - Lahti (2021)
- Estonia (1) - Tallinn (2023)
- Lituania (1) - Vilnius (2025)

## European Green Leaf Award
Visto il successo del premio, dal 2015 la Commissione europea ha istituito anche l'European Green Leaf Award (letteralmente: Premio della foglia verde europea) per premiare tutte le città europee tra i 20.000 e i 100.000 abitanti che si distinguono per buone pratiche di sostenibilità ambientale. Il premio, sulla falsariga del suo fratello maggiore, consta di tre obiettivi:
- Riconoscere le città che dimostrano una buona reputazione ambientale e l'impegno a generare crescita verde;
- Incoraggiare le città a sviluppare attivamente la consapevolezza e il coinvolgimento ambientale dei cittadini;
- Identificare le città in grado di agire come un "ambasciatore verde" e incoraggiare altre città a progredire verso risultati di sostenibilità migliori.

Di seguito un breve elenco delle città premiate dell'European Green Leaf Award: 
- 2015:  Mollet del Vallès e  Torres Vedras
- 2017:  Galway
- 2018:  Lovanio e  Växjö
- 2019:  Cornellà de Llobregat e  Horst aan de Maas
- 2020:  Limerick e  Malines
- 2021:  Gabrovo e  Lappeenranta
- 2022:  Valongo e  Winterswijk
- 2023: nessuna città premiata
- 2024:  Helsingør e  Velenje
- 2025:  Treviso e  Viladecans
- 2022:  Águeda e  Vaasa